# Comuna de Niechlów
Niechlów (polaco: Gmina Niechlów) é uma gminy (comuna) na Polónia, na voivodia de Baixa Silésia e no condado de Górowski. A sede do condado é a cidade de Niechlów.
De acordo com os censos de 2004, a comuna tem 5212 habitantes, com uma densidade 34,3 hab/km².

## Área
Estende-se por uma área de 151,98 km², incluindo:
- área agricola: 67%
- área florestal: 21%

## Demografia
Dados de 30 de Junho 2004:
|                      | Total   | Total | Mulheres | Mulheres | Homens  | Homens |
| -------------------- | ------- | ----- | -------- | -------- | ------- | ------ |
|                      | pessoas | %     | pessoas  | %        | pessoas | %      |
| População            | 5212    | 100   | 2636     | 50,6     | 2576    | 49,4   |
| Densidade (pop./km²) | 34,3    | 100   | 17,3     | 17,3     | 16,9    | 16,9   |

De acordo com dados de 2002, o rendimento médio per capita ascendia a 1289,25 zł.

## Comunas vizinhas
- Góra, Jemielno, Pęcław, Rudna, Szlichtyngowa